# Glavočić dvotočkaš
Glavočić dvotočkaš (lat. Pomatoschistus pictus) riba je iz porodice glavoča (lat. Gobiidae). Njegova podvrsta, Jadranski glavočić dvotočkaš (lat. Pomatoschistus pictus adriaticus) obitava u Jadranu, a pronađen je i u nekim drugim dijelovima Mediterana. Atlantska podvrsta naraste do 6 cm duljine, a Jadranska je nešto manja i naraste oko centimetar manje. Obitava na pijesku i šljunku, a hrani se raznim malim račićima. Mužjaci su žućkasto smeđe boje s nekoliko dvotočki po boku (obično 5-6), a ženke imaju nešto blijeđe boje. 

## Rasprostranjenost
Obični glavočić dvotočkaš kojeg često imenuju kao Pomatoschistus pictus pictus (Malm, 1865 ) živi u hladnijim rubnim morima istočnog Atlantika, od Norveške na sjeveru pa do Portugala na jugu. Jadranska podvrsta, s drug strane živi u toplijim morima Mediterana, a postoje naznake i o njnoj rasprostranjenosti i u Atlantiku, od obala Maroka, do Kanarskih otoka.

## Vanjske poveznice
|  | Zajednički poslužitelj ima još gradiva o temi Pomatoschistus pictus |
|  | Wikivrste imaju podatke o taksonu Pomatoschistus pictus             |